# Bernhard von Tobold
Bernhard Emil Alfred von Tobold  (* 1863 in Berlin; † 15. Dezember 1925 ebenda) war ein deutscher Militärarzt.
Tobold, der Sohn von Adelbert von Tobold, wurde 1889 in Bonn promoviert (Über Varicen der unteren Extremität und ihre Behandlung). Er war Oberstabsarzt und Chefarzt des Berliner Hauptsanitätsdepots. Im März 1891 heiratete er in Bonn Anna Strasburger.
Er war Autor in der Real-Encyclopädie der gesammten Heilkunde (4. Auflage).

## Schriften
- Anleitung zur Gesundheitspflege für den Soldaten, Thieme 1922[2]
- mit Georg Schmidt, Gustav Devin: Übersicht über die Neuerungen in der Feldsanitätsausrüstung, Berlin: Hirschwald 1914
- Erste Hilfe bei Unglücksfällen und Erkrankungen in Fragen und Antworten, Neu-Finkenburg bei Berlin 1924